# Ulad Ab-bu
Ulad Ab-bu (en árabe: ولاد عبو‎, en francés: Ouled Abbou) es una localidad marroquí del municipio de Jalúa, en la región de Tánger-Tetuán-Alhucemas. Desde 1912 hasta 1956 perteneció a la zona norte del Protectorado español de Marruecos.